# Симеон Дамянов
Симеон Дамянов е български историк, професор и директор на Националния исторически музей (1983-1985). Негов син е министърът на образованието от 2003 до 2005 г. Игор Дамянов, доц. по история.

## Биография
Роден е на 14 септември 1927 г. в село Сталийска махала, Ломско. Започва своя изследователски път на учен историк като педагог и директор на ломската Политехническа гимназия „Найден Геров“ (1959–1961). Специализира в Нант, Франция и по-нататъшните му научни изследвания са посветени на нейната история и влиянието ѝ на Балканите.
Чете лекции във Великотърновския университет „Св. св. Кирил и Методий“, Софийския университет, университета в Мец, Франция и др. Работи като ръководител на секция в Института по балканистика при БАН, а през последните години от живота си е директор на Националния исторически музей в София (август 1983 – октомври 1985 г.). Автор на монографии, учебници по история и над 290 статии и студии. Един от редакторите на „Сто години културен живот в град Лом – юбилеен сборник“ (1961 г.).
Изследва националосвободителното движение на българите, идеологията на Гоце Делчев, отношението на Великите сили към Илинденско-Преображенското въстание, войните за национално обединение и други.